# Monique Zepeda
Monique Zepeda  (Ciudad de México, 20 de noviembre) es una pedagoga, psicóloga infantil, narradora, poeta y artista plástica mexicana con más de 30 libros publicados y una larga trayectoria en proyectos culturales.

## Biografía
Monique Zepeda Sein estudió Pedagogía en la UNAM y Psicología en la Universidad de París IV, La Sorbona. Es Maestra en psicología clínica infantil por la UAEM, y Maestra en Literatura por el CIDHEM, Morelos. 
Se ha desempeñado como narradora, pero también como terapeuta especializada en psicosis infantil y docente en diferentes niveles educativos. Colabora en radio y periódico en torno a la promoción de lectura infantil y juvenil e imparte conferencias sobre estos y otros temas relativos al desarrollo y comportamiento infantil.
Gran parte de sus publicaciones han sido dirigidas al público infantil, pero también ha escrito libros para padres y maestros entre los que destacan Escuela viva, Profesión: Maestro, Aprendiendo juntos y Ser chavo no es fácil. Trucos para sobrevivir. 
Como artista plástica, su obra plástica- arte objeto- ha sido expuesto en el Museo El Papalote, Museo El Globo de Guadalajara y Centro cultural La Vecindad, en Cuernavaca, Morelos.

## Premios y reconocimientos
- Premio de Literatura Infantil El Barco de vapor por El cuaderno de Pacha, 2000.
- Premio de Literatura Infantil El Barco de vapor por Sentido contrario en la selva, 2005.
- Premio de la Cámara Nacional de la Industria Editorial Mexicana, 2008.
- Mención honorífica en la Bienal de Radio Internacional con un programa para niños sobre Equidad de Género, de Radio Educación.
- Selección oficial de la exposición White Ravens para la Feria del Libro de Bolonia con sus libros Tigre callado y Kassunguilá, 2009.

## Obra
- Cuento:  
  - Un corazón lleno de suerte, Diana, 1990.
  - La llave maestra, Diana, 1991.
  - María la curandera, SEP, Libros del Rincón, 1996.
  - Marita no sabe dibujar, FCE, Los Especiales de A la Orilla del Viento, 1996; Biblioteca de Aula 2004.
  - Las piñatas, Alfaguara, 1997.
  - El cuaderno de Pancha, Ediciones SM/DGP-Conaculta, El Barco de Vapor, 2001; Ediciones SM/SEP, Libros del Rincón, 2001.
  - Sentido contrario en la selva, Ediciones SM, El Barco de Vapor, 2005.
  - Ser chavo/a no es fácil, Editorial Pax, 2005.
  - Adivina qué soñé, Progreso, Rehilete, 2006; Editorial Progreso, 2009.
  - Una vez, un bosque, El Naranjo, 2007.
  - Nicolás dos veces, (con ilustraciones de Esmeralda Ríos), El Naranjo, Para los más Pequeños, 2008.
  - Los maravidulces, Tres Abejas, 2013.
  - Con M de, El Naranjo, 2013.
  - Escribir en el aire, Uache, 2013.
  - El cuaderno de Pancha, Ediciones SM, 2015.
  - Señor miedo, Planetalector, 2018.
  - Señor miedo, Planetalector, 2018.
  - La improbable pero verdadera historia de Mundo, Planeta, 2019.
  - Kibombo irrumpe en Cuidad capital, El Naranjo, 2019.[6]
  - Escribir en el aire, Planeta, 2022.
- Poesía:
  - Tigre callado escribe poesía (con ilustraciones de Julián Cicero), El Naranjo, Luciérnagas, 2007.
  - Instrucciones para jugar. Poemas sobre el juego y la imaginación, MacMillan, 2015.
- Manual: 
  - Novio empieza con no, Diana, 1996.
  - Profesión maestro. Las herramientas invisibles, MS, 2003.
  - Ser chavo (a) no es fácil. Trucos para sobrevivir, PaxMéxico, 2005.
  - Salvavidas, Norma, 2014.
  - Desencuentro pasajero. Manual para adolescentes, Norma, 2016; 2017.
  - Lo que diría a mi hijo si yo no fuera su mamá, Plan B, 2021.
- Libro de texto: Escuela viva. Ejercicios para la enseñanza en el primer ciclo escolar, PaxMéxico, 1989.